# Eagle Farm
Eagle Farm is een plaats in de Australische deelstaat Queensland.